# Quacks of Quedlinburg (igra)
The Quacks of Quedlinburg je društvena igra na tabli za do četiri igrača koji se takmiče u pravljenju lekovitih napitaka od raspoloživih sastojaka.
Jednom godišnje u gradu Quedlinburgu se održava devetodnevni bazar na kome najbolji doktori i šarlatani izlažu svoje lekovite napitke. Igrači su nadrilekari  koji prave napitke koji rešavaju najrazličitije probleme. Što se bolji napitak napravi to se više novca i zarađuje u igri. Zarađenim novcem se kupuju kvalitetniji sastojci pomoću kojih se prave još bolji napici.
Svaki igrač ima svoju vreću čipova sa sastojcima. Tokom svake runde, igrači istovremeno izvlače čipove i dodaju ih u svoj lonac. Što je veći broj na izvučenom čipu, to se dalje postavlja u kružnom šablonu. Na kraju svake runde, igrači dobijaju poene, kao i novčiće koje mogu da potroše na nove sastojke koji se dodaju u torbu.
Igrači mogu praviti sastojke prema poznatim procentima i igrati na sigurno, a mogu i rizikovati i improvizovati sa sastojcima kako bi napravili što bolji napitak i više zaradili. Ukoliko se doda previše nekog sastojka lonac može da eksplodira i izgube uložene sastojke.
Na kraju svake runde igrači dobijaju poene, kao i novčiće koje mogu da potroše na nove sastojke, dok igrači kojima eksplodira lonac moraju da odeberu da li će uzeti samo poene ili samo novčiće.
Šarlatan sa najviše poena posle devet rundi je pobednik.

## Spoljašnje veze
BoardGameGeek